# Dariusz Wosz
Dariusz Wosz (Piekary Śląskie, 8 de junho de 1969) é um ex-futebolista polonês que jogou pela Alemanha Oriental e Alemanha reunificada.

## Carreira

### Inicio e Seleção Alemã Oriental
Emigrou com a família para Halle e começou a jogar nos juvenis de clubes da cidade, em 1980. Em 1986, ascendeu à equipe profissional do Hallescher Chemie, participando em sua primeira temporada da campanha que levou o clube à divisão principal do campeonato alemão-oriental. Permaneceu no clube até 1992 quando, após a reunificação, reduzira seu nome para Hallescher.
Em 1989, recebeu sua primeira convocação para a Seleção Alemã-Oriental, contra a Finlândia. Jogou sete vezes pela R.D.A., incluindo o último jogo da equipe, em vitória por 2 x 1 sobre a Bélgica, em Bruxelas, em setembro de 1990.

### Bochum
Após um quarto lugar na última edição do campeonato alemão-oriental, a de 1990/91, que possibilitou ao clube disputar a Copa da UEFA, Wosz foi negociado com o Bochum ao final da temporada 1991/92. Como capitão do Bochum, participou do maior feito do time, quando chegou às oitavas-de-final em outra Copa da UEFA, a de 1996/97, quando caiu frente ao holandês Ajax.

### Convocação na Seleção Alemã
Pela boa fase no Bochum, foi então chamado pela primeira vez para defender a Seleção Alemã pós-reunificação. Na estréia, contra Israel, em Tel Aviv, marcou o gol da vitória por 1 x 0. Apesar do (re)início promissor na Seleção, este acabaria sendo seu único gol em 17 partidas e o único torneio ao qual iria seria a Eurocopa 2000, onde a equipe, envelhecida, caiu na primeira fase e Wosz não jogou.

### Hertha Berlim
Em 1998, foi para o Hertha Berlim, passando duas boas temporadas que incluíram uma participação na Liga dos Campeões da UEFA. Wosz, entretanto, pediu em 2001 para voltar ao Bochum, onde em 2007 encerrou a carreira. Fez, contra o Borussia Dortmund, o último gol da temporada 2006/07 da Bundesliga, em seu único jogo na edição. Pouco depois, virou treinador do time sub-19, e ao mesmo tempo jogava no SC Union Bergen, clube amador de Bochum que disputava a Bezirksliga, que corresponde ao 7º, 8º e 9º níveis da pirâmide do futebol alemão. Encerrou definitivamente a carreira em 2009, aos 40 anos. No ano seguinte, chegou a ser técnico interino do Bochum com a saída de Heiko Herrlich.